# Jakov Voraginski
Blaženi Jakov Voraginski (oko 1230. – 13./14. srpnja 1298.) bio je talijanski dominikanac, biskup i kroničar.
Rođen je oko 1230. godine u Voragini (danas Vorazze kod Genove). S četrnaest godina ulazi u novoosnovani dominikanski red. Napisao je jedno od najpopularnijih srednjovjekovnih djela – Zlatnu legendu. Umro je 13. ili 14. srpnja 1298. godine.
Papa Pio VII. proglasio ga je 1816. blaženim.

### Članci
- Dragić, Helena. 2022. Apostoli sv. Filip i Jakov Alfejev u hagiografiji i poeziji Marka Marulića. Nova prisutnost. Kršćanski akademski krug. Zagreb. 10 (1): 89–101